# Bos (entreprise)
 (juin 2011).
Si vous disposez d'ouvrages ou d'articles de référence ou si vous connaissez des sites web de qualité traitant du thème abordé ici, merci de compléter l'article en donnant les références utiles à sa vérifiabilité et en les liant à la section « Notes et références ».
Pour les articles homonymes, voir Bos.
Bos est une agence de publicité canadienne indépendante fondée en 1988 par André Beauchesne, Michel Ostiguy et Yves Simard. En 2011, c'est la sixième agence en importance à Montréal par le nombre d'employés .

## Histoire
1988 voit la création de l'agence de communication Beauchesne, Ostiguy et Simard inc, également: Bos advertising, par   trois cadres de l'agence Cossette ( Groupe Cossette Communication ) .  
Comme un peu partout à la fin des années 1980 les professionnels de la communication prennent conscience de l'extrême diversification imminente des médias de diffusion, alors que parallèlement le corporatisme en croissance et les budgets semblent eux en appeler à des structures de plus en plus monolithiques; caractéristique en opposition avec les nécessités de la créativité, en ce qui concerne en tout cas ceux des cadres qui se voient contraints à la supervision administrative. L'agence est ainsi fondée avec Michel Ostiguy, vice-président et directeur général du bureau de Montréal, André Beauchesne directeur de groupe, service clientèle et Yves Simard, chef de groupe création. 
En 1991, Yves Simard décède d'un cancer. Il a cependant eu le temps de désigner Roger Gariépy comme son successeur à la direction de la création. Roger Gariépy était jusqu'alors vice-président, création, de l'agence Saint-Jacques Vallée Young & Rubicam. Dès son entrée chez Bos, il remplace également Yves Simard à titre de partenaire.
En 1998, la croissance de l'entreprise amène Bos à ouvrir un bureau à Toronto, sous la direction de Claude Carrier (ex-vice-président de l'agence Cossette) qui devient alors le quatrième partenaire de l'agence.
Les résultats positifs obtenus par cette diversification autorisent désormais Bos à se revendiquer comme "entité d'envergure nationale, et duo-culturelle",. Il revendique également un score de campagnes réussies, primées, et qui au-delà de intermédiaire pour le bénéfice de grandes marques, ont contribué à la santé de marques, sous-entendu plus locales, rendues plus vigoureuses. Il est arrivé que le client laisse à l'agence le soin de définir l'appellation d'un produit à l'occasion de sa campagne initiale de promotion.
En 2007, André Beauchesne quitte Boset devient président de la nouvelle agence Tank, formée à partir du regroupement de plusieurs entreprises de communication montréalaises. La même année, Bos quitte ses locaux historiques du boulevard Saint-Laurent pour s'installer dans ses bureaux actuels du quartier Saint-Henri , sur le bord du canal Lachine. Issu d'une rénovation complète d'entrepôts industriels du début XXe, ce nouvel espace a été conçu par l'architecte montréalais Luc Laporte. Le projet a été récompensé au concours Créativité Montréal en 2007.
En 2010, quatre employés de longue date de l'agence accèdent au partenariat: Hugo Léger, vice-président, création, François Mailloux et Christophe Mayen, vice-présidents, service clientèle, et Gilles Ostiguy, vice-président, finances et opérations.